# Ombres sur le Liban
Pour plus de détails, voir Fiche technique et Distribution.
Ombres sur le Liban (Le spie uccidono in silenzio) est un film d'espionnage hispano-italien réalisé par Mario Caiano et sorti en 1966.

## Synopsis
À Beyrouth, la fille d'un scientifique britannique qui étudie une nouvelle méthode de guérison du cancer est tuée parce qu'il a refusé d'arrêter ses recherches en laboratoire comme le lui ordonnait une mystérieuse organisation. L'agent spécial Michael, envoyé sur place, prend contact avec Graig, en poste à l'ambassade britannique, et commence son enquête avec la collaboration de Brooke, un agent de Scotland Yard. Mais les investigations se soldent par d'autres victimes et de nombreuses attaques auxquelles Michael échappe de justesse.
Les premières découvertes suffisent cependant à faire comprendre que l'organisation louche utilise pour ses entreprises criminelles des personnes spécialement droguées avec une substance inoculée dans le sang, et Michael, porteur de l'antidote de cette drogue, trouve le moyen de se faire prendre. Le traitement hypnotique auquel il est soumis n'a évidemment pas d'effet et Michael parvient à identifier Rascid comme le chef de l'organisation et Brooke comme son complice, grâce à l'aide de Grace, une jeune fille retenue prisonnière par eux, et de l'omniprésent Graig.

## Fiche technique
- Titre français : Ombres sur le Liban[1]
- Titre original italien : Le spie uccidono in silenzio[2],[3],[4]
- Titre espagnol : Los espías matan en silencio[5]
- Réalisation : Mario Caiano
- Scénario : David Moreno, Guido Malatesta, Mario Caiano
- Photographie : Julio Ortas
- Montage : Gian Maria Messeri
- Musique : Francesco De Masi
- Décors : Jaime Perez Cubero, Josè Luis Galicia
- Maquillage : Raoul Ranieri
- Société de production : Filmes Cinematografica, Terra Filmkunst, Estela Films
- Pays de production :  Italie -  Espagne
- Langue originale : italien
- Format : Couleurs par Eastmancolor - 2,35:1 - Son mono - 35 mm
- Genre : film d'espionnage
- Durée : 85 minutes
- Date de sortie : 
  - Italie : 4 avril 1966
  - France : 25 janvier 1967
  - Espagne : 6 novembre 1967

## Distribution
- Lang Jeffries : Michael Drum
- Emma Danieli : Grace
- Andrea Bosic : Rachid
- Erika Blanc : Pamela
- José Bódalo : Inspecteur Craig
- Mario Lanfranchi : chef des services secrets
- José Marco : Harry Brook
- Gaetano Quartararo : médecin
- Enzo Consoli : Edward
- María Badmajew : journaliste droguée
- Umberto Ceriani : Professeur Freeman
- Jesús Tordesillas : Professeur Bergson